# Episodi di Genius (terza stagione)
La terza stagione della serie televisiva Genius, composta da 8 episodi, è stata trasmessa negli Stati Uniti d'America dal canale via cavo National Geographic dal 21 al 24 marzo 2021.
In Italia, la stagione è pubblicata su Disney+ dal 4 giugno 2021, con un doppio episodio a settimana.
| nº | Titolo originale                 | Titolo italiano                  | Prima TV USA  | Pubblicazione Italia |
| -- | -------------------------------- | -------------------------------- | ------------- | -------------------- |
| 1  | Respect                          | Respect                          | 21 marzo 2021 | 4 giugno 2021        |
| 2  | Until The Real Thing Comes Along | Until The Real Thing Comes Along | 21 marzo 2021 | 4 giugno 2021        |
| 3  | Do Right Woman                   | Do Right Woman                   | 22 marzo 2021 | 11 giugno 2021       |
| 4  | Unforgettable                    | Unforgettable                    | 22 marzo 2021 | 11 giugno 2021       |
| 5  | Young, Gifted and Black          | Young, Gifted and Black          | 23 marzo 2021 | 18 giugno 2021       |
| 6  | Amazing Grace                    | Amazing Grace                    | 23 marzo 2021 | 18 giugno 2021       |
| 7  | Chain of Fools                   | Chain of Fools                   | 24 marzo 2021 | 25 giugno 2021       |
| 8  | No One Sleeps                    | No One Sleeps                    | 24 marzo 2021 | 25 giugno 2021       |

## Respect
- Titolo originale: Respect
- Diretto da: Anthony Hemingway
- Scritto da: Suzan-Lori Parks

### Trama
L'episodio inizia con "Chain of Fools". Aretha Franklin sta crescendo negli anni '50. Negli anni '60 si reca a Muscle Shoals, in Alabama, per firmare un contratto con l'etichetta discografica Atlantic Records.

## Until The Real Thing Comes Along
- Titolo originale: Until The Real Thing Comes Along
- Diretto da: Neema Barnette
- Scritto da: Suzan-Lori Parks e Diana Son

### Trama
Aretha cattura l'attenzione di Jerry Wexler all'Atlantic Records nel 1966. La piccola Re ha la sua prima esperienza in tournée sul Gospel Circuit nel 1954 con CL Franklin e incontra il suo idolo, Clara Ward.